# Sarah Herring Sorin

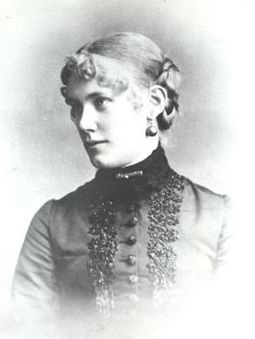
Sarah Herring Sorin

Sarah Herring Sorin (* 15. Januar 1861 in New York City; † 30. April 1914 in Globe, Arizona) war eine US-amerikanische Lehrerin, Schulleiterin und Juristin. Sie war die erste Rechtsanwältin im Arizona-Territorium und die erste Rechtsanwältin, welche Fälle vor dem Obersten Gerichtshof der Vereinigten Staaten verhandelte ohne die Zuhilfenahme eines männlichen Rechtsanwalts.

## Werdegang
Sarah Herring Sorin, Tochter von Mary Emeline Inslee (1834–1903) und dem Rechtsanwalt William Herring, wurde 1861 in New York City geboren. Sie hatte mindestens drei Geschwister: Howard Ford Herring (1864–1891), Bertha Herring (1868–1925) und Henrietta Herring (1870–1963). Ihre Kindheit war vom Bürgerkrieg überschattet. Über ihre Jugendjahre ist nichts weiter bekannt. Sarah begann ihren beruflichen Werdegang als Lehrerin an öffentlichen Schulen in New York City. Ihr Vater erbte 1880 von seinem Bruder Bergbaurechte im Arizona-Territorium. Mit der Hoffnung, im Westen zu Wohlstand zu kommen, gewann ihr Vater Investoren für sein Vorhaben dort die Neptune Mine zu erschließen und zog im Frühjahr 1880 mit seiner Frau und den zwei jüngsten Kindern in das Arizona-Territorium. Diese befand sich südöstlich von der kleinen Copper Queen Mine in den Mule Mountains, heute Bisbee (Cochise County). Sarah und ihr Bruder Howard blieben in New York City zurück, wo er die High School beenden sollte.
1882 stießen Sarah und ihr Bruder Howard zu ihrer Familie im Arizona-Territorium hinzu. Zu diesem Zeitpunkt war die Bergbauunternehmung ihres Vaters gescheitert und er hatte eine Anwaltspraxis in Tombstone (Cochise County) bereits eröffnet. Ein Umzug nach Tombstone in den frühen 1880er Jahren muss für eine junge Frau eine aufregende und beängstigende Sache gewesen sein. Die Schießerei zwischen Wyatt Earp und Ike Clanton war noch nicht lange her. Es war auch die Mitte des großen Bevölkerungswachstums, als Bergleute und Spekulanten mit der Hoffnung auf Reichtum in den Westen zogen. In der Mitte von all diesem verfolgte Sarah den traditionellen Weg für eine junge ledige Frau zu jener Zeit und wurde Lehrerin. Sarah war eine der ersten weiblichen Lehrerinnen in Tombstone. Daneben fungierte sie von 1884 bis 1886 als Prinzipal an der lokalen Schule und 1891 als Bibliothekarin.
Die Entscheidung von Sarah, im Jahr 1892 eine juristische Laufbahn einzuschlagen, war die Folge einer großen Familientragödie. Im November 1891 ging ihr Bruder Howard zum Zahnarzt, um sich einige Zähne ziehen zu lassen. Wie zu jener Zeit üblich war, bat er darum Kokain zur Schmerzlinderung zu erhalten. Kurz nachdem der Zahnarzt ihm das Kokain verabreicht hatte, brach Howard zusammen und verstarb später. Sein Tod hatte herbe Konsequenzen für die Familie, vor allem für ihren Vater, da er Howard als Rechtsanwalt ausgebildet hatte und auf die Unterstützung von ihm in seiner Anwaltspraxis angewiesen war. Drei Wochen nach dem Tod ihres Bruders gab Sarah ihre Stellung als Lehrerin auf, um ihren Vater bei seiner Arbeit zu helfen. In der Folgezeit studierte sie bei ihrem Vater ein Jahr lang Jura. Am 19. November 1892 legte sie im lokalen Gerichtsgebäude von Tombstone ihre Anwaltsprüfung ab, um ihre Zulassung als Anwalt am First Judicial District Court of the Territory of Arizona zu erhalten. Sarah wurde von drei Anwälten auf ihre Kenntnisse des Rechts befragt. Den lokalen Zeitungen zufolge bestand sie die Prüfung mit Auszeichnung. Sie erhielt ihre Anwaltszulassung und wurde am 21. November 1892 die erste Rechtsanwältin im Arizona-Territorium. Ein Jahr später erhielt sie ihre Zulassung als Anwältin am Supreme Court of the Territory of Arizona.
Nachdem sie ihre Zulassung als Anwältin hatte, lehnte Sarah es ab, sofort Klienten zu vertreten. Sie entschied sich stattdessen, Jura an der New York University School of Law zu studieren. Zu jener Zeit war es eine der wenigen juristischen Fakultäten, welche Frauen akzeptierten, aber nicht aktiv um sie warben. Sarah graduierte 1894 mit einem Bachelor of Laws. Dabei war sie die viertbeste bei einer Klasse von 86 Jurastudenten.
Nachdem sie ihren Abschluss hatte, kehrte Sarah zurück nach Tombstone, um mit ihrem Vater als Anwältin zu praktizieren. Sarah beschäftigte sich vorwiegend mit Bergbaurecht und ihre Klientel reichte von verletzten Bergbauleuten bis zu Bergbauunternehmen. Im Laufe der Zeit erarbeitete sie sich in der Rechtsgemeinschaft den Ruf, eine kompetente und charmante Rechtsanwältin zu sein. Eine Zeitung schrieb folgendes über sie:

„She is never at a loss for authorities, being so thoroughly prepared as to have references at her fingers’ end, and no matter how complicated the issue, she possess that happy felicity of elucidation that most generally wins for her client a favorable verdict.“

Bis 1896 verlor Tombstone zunehmend an Bedeutung im Arizona-Territorium, da viele Bergbauminen in der Nähe geschlossen wurden und viele Bergbauleute abwanderten. Als Reaktion darauf zog die Familie Herring nach Tucson (Pima County), wo Sarah und ihr Vater ihre Tätigkeit als Rechtsanwälte fortsetzten. Sarah heiratete zwei Jahre später, am 21. Juli 1898, Thomas Robertson Sorin (1846–1923), einen lokalen Rancher und Zeitungsjournalisten. Nach ihrer Hochzeit zog Sarah zu ihrem neuen Ehemann auf seine Ranch im Cochise County, wo sie die schroffe Wüstenlandschaft genoss. Die ersten fünf Jahre ihrer Ehe lebte Sarah auf der Ranch und kam nur nach Tucson, um mit ihrem Vater Fälle zu vertreten. Nach einer Weile begann sie die meiste Zeit in Tucson zu verbringen, da ihr Ehemann zu jener Zeit oft auf Geschäftsreisen war.
Während ihrer juristischen Laufbahn verhandelte sie viermal Fälle vor dem Obersten Gerichtshof der Vereinigten Staaten. Im April 1906 setzte sich ihr Vater dafür ein, dass Sarah eine Zulassung als Anwältin am Obersten Gerichtshof erhielt. Sarah wurde die erste Frau aus Arizona und bis dahin die 24. Frau überhaupt, welche eine Zulassung als Anwältin am Obersten Gerichtshof erhielt.
Einer ihrer Höhepunkte in ihrer juristischen Laufbahn stellte die Vertretung der United Globe Mines im Fall Work v. United Globe Mines dar. Dieser Fall brachte Sarah ihr viertes und letztes Mal vor den Obersten Gerichtshof und erlaubte ihr, die erste Frau zu sein, welche einen Fall ohne männliche Hilfe vortrug. Der Oberste Gerichtshof entschied in diesem Fall schließlich zu Gunsten von Sarah.
Vier Monate nach dem Gerichtsurteil verstarb Sarah am 30. April 1914 an den Folgen einer Lungenentzündung. In History of Arizona wurde Sarah folgendermaßen beschrieben:

„She was constant and dependable in everything, and her innate dignity and charm of manner gained for her the sincere respect and admiration of all who came into contact with her.“

Sie wurde auf dem Evergreen Memorial Park in Tucson beigesetzt.